# Ciclisme als Jocs Olímpics d'estiu 2008 - Contrarellotge masculina
La Contrarellotge masculina dels Jocs Olímpics de Pequín 2008 es va disputar el 13 d'agost de 2008 en el mateix circuit al qual donaven voltes en la prova en línia, pels voltants de la Gran Muralla Xinesa. La contrarellotge consistia a donar dues voltes al circuit, per fer un total de 47,3 km i fou guanyada pel suís Fabian Cancellara a una velocitat mitjana de 45,633 k/h.

## Medallistes
| Or                | Plata          | Bronze          |
| Fabian Cancellara | Gustav Larsson | Levi Leipheimer |

## Precedents

### Favorits
Els grans favorits per aconseguir el triomf final en aquesta prova eren Fabian Cancellara, actual Campió del Món i l'alemany Stefan Schumacher, vencedor de les dues etapes contrarellotge del darrer Tour de França.
Altres ciclistes que també comptaven a les apostes eren els nord-americans David Zabriskie i Levi Leipheimer, els australians Michael Rogers i Cadel Evans, l'espanyol Alberto Contador, l'italià Marzio Bruseghin i el rus Denís Ménxov.

## La cursa
Trenta-nou ciclistes van participar en la contrarellotge, sent dividits en tres grups de 13 ciclistes cadascun a l'hora de prendre la sortida. Cada grup estava separat per una hora de diferència. Entre els diferents ciclistes la sortida s'efectuava cada minut i mig. La majoria dels grans favorirts es trobaven al darrer grup.
El líder al final del primer grup de 13 fou el canadenc Svein Tuft, amb un temps de 1h 04' 39". Aquest temps era 23" inferior al seu immediat seguidor, el neerlandès Robert Gesink. Al segon grup corrien David Zabriskie i Denís Ménxov, fent ambdós una decebedora cursa.
Tots els medalistes estaven al tercer grup. El primer a superar Tuft, per 2", fou Samuel Sánchez, però l'alegria li durà poc, ja que tot seguit el suec Gustav Larsson el superà per gairebé dos minuts. Larsson no entrava en cap de les travesses de favorits, tot i que es tracta d'un bon ciclista en aquesta especialitat. Per la seva banda, Levi Leipheimer es col·locà en segona posició provisional, a 37" del fins llavors primer classificat. Aquest temps no pogué ser millorat per Alberto Contador, el qual s'hagué de contentar amb la 4a posició final per tan sols 9". El principal favorit, Fabian Cancellara, no defraudà i tot i que en el segon punt de control intermedi es trobava a 6" se Larsson, finalment el superà per 33", aconseguint d'aquesta manera la primera posició i medalla d'or.

## Classificació final
| Posició | Ciclista          | Temps    |
| ------- | ----------------- | -------- |
| Or      | Fabian Cancellara | 1:02:11  |
| Plata   | Gustav Larsson    | + 33"    |
| Bronze  | Levi Leipheimer   | + 1' 10" |
| 4       | Alberto Contador  | + 1' 18" |
| 5       | Cadel Evans       | + 1' 23" |
| 6       | Samuel Sánchez    | + 2' 26" |
| 7       | Svein Tuft        | + 2' 28" |
| 8       | Michael Rogers    | + 2' 35" |
| 9       | Stef Clement      | + 2' 48" |
| 10      | Robert Gesink     | + 2' 51" |

| Classificació final (11–39) | Classificació final (11–39) | Classificació final (11–39) | Classificació final (11–39) |
| --------------------------- | --------------------------- | --------------------------- | --------------------------- |
| 11                          | Steve Cummings              | + 2' 56"                    |                             |
| 12                          | David Zabriskie             | + 3' 06"                    |                             |
| DSQ                         | Stefan Schumacher           | + 3' 14"                    |                             |
| 14                          | Bert Grabsch                | + 3' 15"                    |                             |
| 15                          | Vincenzo Nibali             | + 3' 25"                    |                             |
| 16                          | Ryder Hesjedal              | + 3' 31"                    |                             |
| 17                          | Rein Taaramäe               | + 3' 36"                    |                             |
| 18                          | Vladímir Karpets            | + 3' 41"                    |                             |
| 19                          | Chris Anker Sørensen        | + 3' 44"                    |                             |
| 20                          | Denís Ménxov                | + 3' 59"                    |                             |
| 21                          | Vassil Kirienka             | + 4' 01"                    |                             |
| 22                          | Marzio Bruseghin            | + 4' 09"                    |                             |
| 23                          | Kim Kirchen                 | + 4' 18"                    |                             |
| 24                          | Andrei Mizúrov              | + 4' 21"                    |                             |
| 25                          | Santiago Botero             | + 4' 24"                    |                             |
| 26                          | Maxime Monfort              | + 5' 01"                    |                             |
| 27                          | László Bodrogi              | + 5' 16"                    |                             |
| 28                          | Simon Špilak                | + 5' 23"                    |                             |
| 29                          | Matej Jurčo                 | + 5' 41"                    |                             |
| 30                          | Matías Medici               | + 5' 42"                    |                             |
| 31                          | David George                | + 5' 44"                    |                             |
| 32                          | Andrí Hrivko                | + 5' 50"                    |                             |
| 33                          | Brian Bach Vandborg         | + 5' 59"                    |                             |
| 34                          | Przemysław Niemiec          | + 6' 32"                    |                             |
| 35                          | Hossein Askari              | + 6' 35"                    |                             |
| 36                          | Raivis Belohvoščiks         | + 6' 43"                    |                             |
| 37                          | Denís Kostiuk               | + 6' 53"                    |                             |
| 38                          | Matija Kvasina              | + 6' 55"                    |                             |
| 39                          | Fumiyuki Beppu              | + 8' 54"                    |                             |